# Uruguai nos Jogos Olímpicos de Verão de 1932
O Uruguai participou dos Jogos Olímpicos de Verão de 1932 na cidade de Los Angeles, nos Estados Unidos.

## Medalistas

### Bronze
- Guillermo Douglas - Remo, Skiff simples.